# Dolores Aguirre
Dolores Aguirre est un élevage (ganadería) espagnols de toros de lidia du XXe siècle et du début du XXIe siècle. Il appartient à Dolores Aguirre Ybarra, fille de Atanasio Fernández. (Dolores Aguirre est morte le vendredi 12 avril 2013.)

## Historique
L'origine de l'élevage remonte à 1946, lorsque José Castellano Duque acquiert la ganadería de Eustaquio Parrilla, puis divise son bétail en deux lots qu'il répartit entre ses fils Julián et Antonio. Le bétail et le fer d'Antonio sont vendus une première fois à Pablo de la Serna Gil qui les revend à Fernández Cobaleda.
En 1963, Cobaleda modifie le fer et le nom devient « Campocerrado ». L'élevage, réformé à partir du bétail d'Atanasio Fernández, de Tamarón et de Conde de la Corte donnera naissance à un autre élevage : Aguirre Fernández-Cobaleda Hermanos-Fernández Iglesias (héritiers d'Atanasio) dont l'ancienneté à Madrid remonte au 26 mai 1988 et qui est bien distinct de celui de Dolores Aguirre.
En 1977, Dolores Aguirre rachète à la comtesse Donadio la ganadería qu'elle avait acquise de Fernández Cobaleda en 1971 et consolidée avec des vaches d'Atanasio Fernández. À son tour, Dolores Aguirre consolide le troupeau avec deux « semental » de Conde de la Corte. 
Les taureaux de Dolores Aguirre ont fourni 22 toros de lidias en 2001.

## Identité
La devise de l'élevage  Dolores Aguirre est jaune et bleue, l'ancienneté à Madrid remonte au 24 mai 1974. La propriété nommée Dehesa Fría est située à Constantina près de Séville. 

## Caractéristiques
Les taureaux de Dolores Aguirre sont difficiles à toréer : très agressifs, difficiles à maîtriser, ils fuient la Pique, sautent les barrières, et conviennent surtout aux toreros toristas. Ils sont appréciés dans les arènes où l'on aime les taureaux durs : Bilbao, Pampelune. 